# Alians Demokratyczny
Alians Demokratyczny (ang. Democratic Alliance, DA) – południowoafrykańska partia polityczna o charakterze centrowympowstała w 2000. Jest opozycją wobec rządów Afrykańskiego Kongresu Narodowego oraz ugrupowaniem rządzącym w Prowincji Przylądkowej Zachodniej.

## Historia
Ugrupowanie powstało w 2000 w wyniku zawarcia sojuszu przez Partię Demokratyczną i Nową Partię Narodową. Jest partią o programie centrowym i liberalnym. Znajduje się w opozycji wobec rządzącego RPA Afrykańskiego Kongresu Narodowego, dysponując 67 mandatami w Zgromadzeniu Narodowym i 10 w Narodowej Radzie Prowincji. Od maja 2009 jest ugrupowaniem rządzącym w Prowincji Przylądkowej Zachodniej (w wyborach prowincjonalnych w 2014 otrzymała 59,38%). Rządzi lub współrządzi jednocześnie w szeregu miast południowoafrykańskich, w tym Kapsztadzie.

## Przewodniczący
- Tony Leon (2000–2006)
- Helen Zille (2006–2015)
- Mmusi Maimane(inne języki) (2015–2019)
- John Steenhuisen(inne języki) (od 2019)

## Poparcie
| Wybory | Poparcie | Zmiana punktów procentowych | Mandaty | Zmiana |
| ------ | -------- | --------------------------- | ------- | ------ |
| 2004   | 12,37%   | -                           | 50      | -      |
| 2009   | 16,66%   | 4,29                        | 67      | 17     |
| 2014   | 22,23%   | 4,65                        | 89      | 18     |
| 2019   | 20,77%   | 1,46                        | 84      | 5      |
| 2024   | 21,81%   | 1,04                        | 87      | 3      |

| Wybory | Mandaty | Zmiana |
| ------ | ------- | ------ |
| 2004   | 12      | -      |
| 2009   | 13      | 1      |
| 2014   | 20      | 7      |
| 2019   | 20      |        |